# A Virgem entre as Virgens (Gerard David)
A Virgem entre as Virgens (La Vierge entre les Vierges, em francês), também conhecida antes por A Virgem rodeada por santos (La Vierge entourée des saintes) e por A Virgem das uvas (La Vierge aux raisins) é uma pintura a óleo sobre madeira do pintor flamengo Gerard David de c. 1509, obra que foi oferecida pelo pintor e pela sua mulher Cornelia Cnoop ao Convento das Carmelitas Descalças de Bruges, e que se encontra actualmente no Museu de Belas Artes de Ruão.
A Virgem entre as Virgens foi antes atribuido a outros pintores designadamente a Hans Memling (em 1785) e a Jan Van Eyck (em 1809).
A Virgem entre as Virgens tem a particularidade assinalável de ter o autorretrato de Gerard David no canto superior esquerdo, bem como o retrato da esposa dele no lado oposto.

## Descrição
A Virgem Maria está sentada ao centro tendo ao colo o Menino Jesus que segura um cacho de uvas, um símbolo eucarístico, entre dois anjos músicos. Está rodeada de um grupo de santas mártires com aspecto juvenil, reconhecíveis pelos seus atributos, alguns deles embutidos nos ornamentos preciosos. Da esquerda para a direita, as Santas mártires são:
- Santa Doroteia com um cesto de rosas (segundo a lenda do seu martírio, quando ia para o lugar de execução o advogado Theophilus pediu-lhe para ela, como noiva de Cristo lhe enviar frutos do jardim do seu esposo.);
- Santa Catarina com a coroa adornada com a roda do seu suplício (que milagrosamente se quebra em vez de a matar);
- Santa Inês com um cordeiro a seus pés (a santa morreu aos 14 anos por se recusar a casar com um pagão);
- Santa Fausta com uma serra (instrumento de seu martírio);
- Santa Apolónia com uma pinça (que foi usada para lhe arrancar os dentes);
- Santa Godeleva, santa flamenga, com um cachecol (que o marido usou para estrangulá-la);
- Santa Cecília ao lado de um órgão (ela cantou até o fim os louvores a Deus);
- Santa Bárbara com uma coifa adornada com uma torre (onde o pai dela a trancou), e
- Santa Lúcia segurando os olhos dela (que segundo uns lhe teriam sido arrancados e segundo outros teria ela mesmo arrancado).

Nesta sacra conversazione incluem-se ainda um casal, estando o homem no canto superior esquerdo, sendo o próprio pintor, Gérard David, e no lado oposto muito provavelmente a sua esposa, Cornelia, com uma coifa branca.
As santas destacam-se sobre um fundo neutro com uma força plástica que evoca um baixo relevo, mas ao mesmo tempo permitindo a saliência graciosa dos rostos e a beleza dos materiais. Neste conjunto compacto, a Virgem Maria está num verticalismo acentuado e de uma solidez estatuária incomum em Gérad David parecendo como uma resposta à Virgem de Bruges de Michelangelo que chegou à cidade em 1506.
A exibição de um manuscrito precioso, Horae cum calendario, um livro de horas de Simon Bening (1483-1561) conservado na biblioteca municipal de Rouen (Fonds Leber), permite comparar o livro iluminado representado nas mãos de Santa Bárbara e a obra de um grande iluminador de Bruges contemporâneo de Gerard David. A comparação sublinha a preocupação extraordinária pela precisão descritiva do autor desta pintura A Virgem entre as Virgens.